# Fat Man

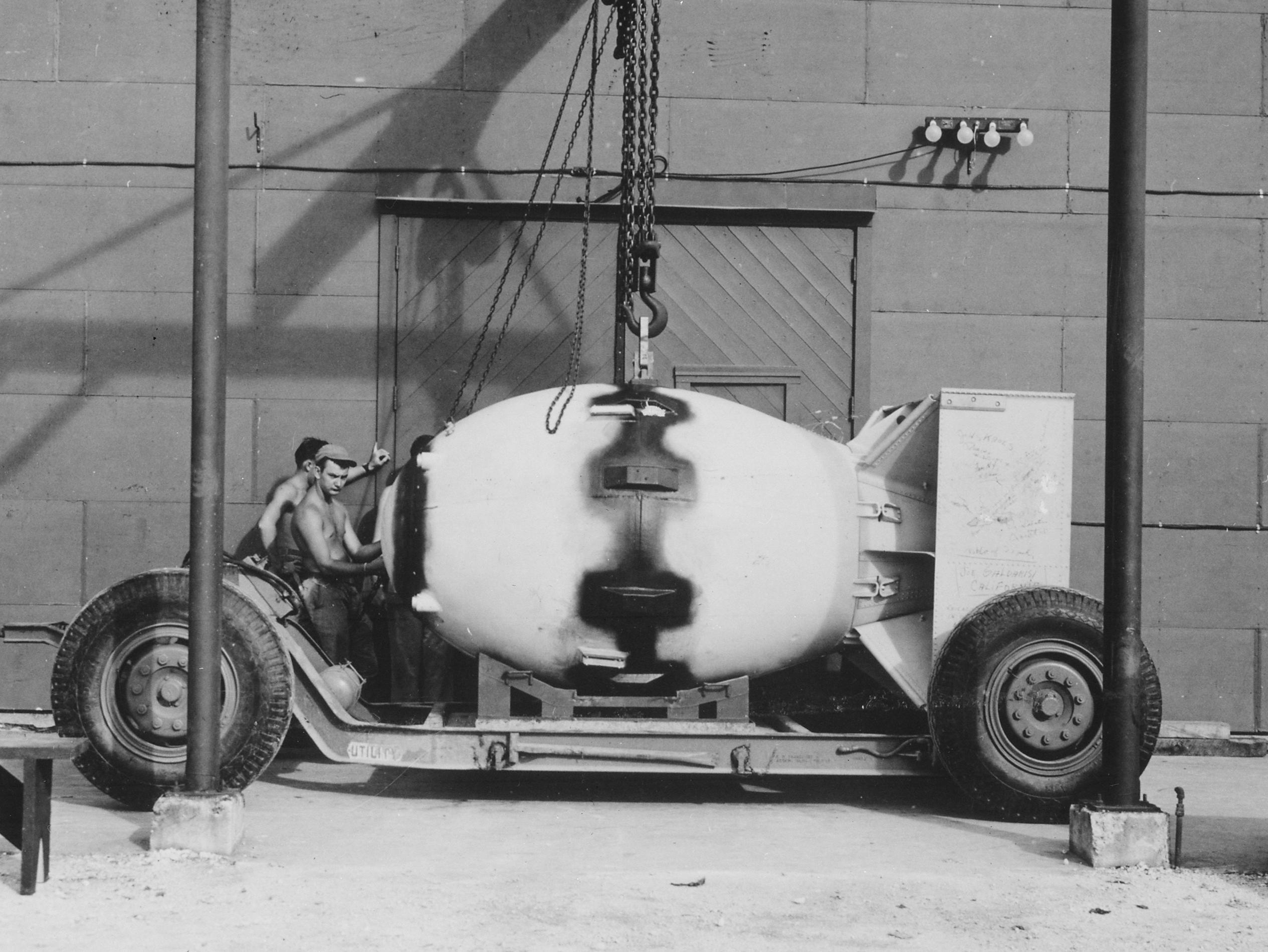

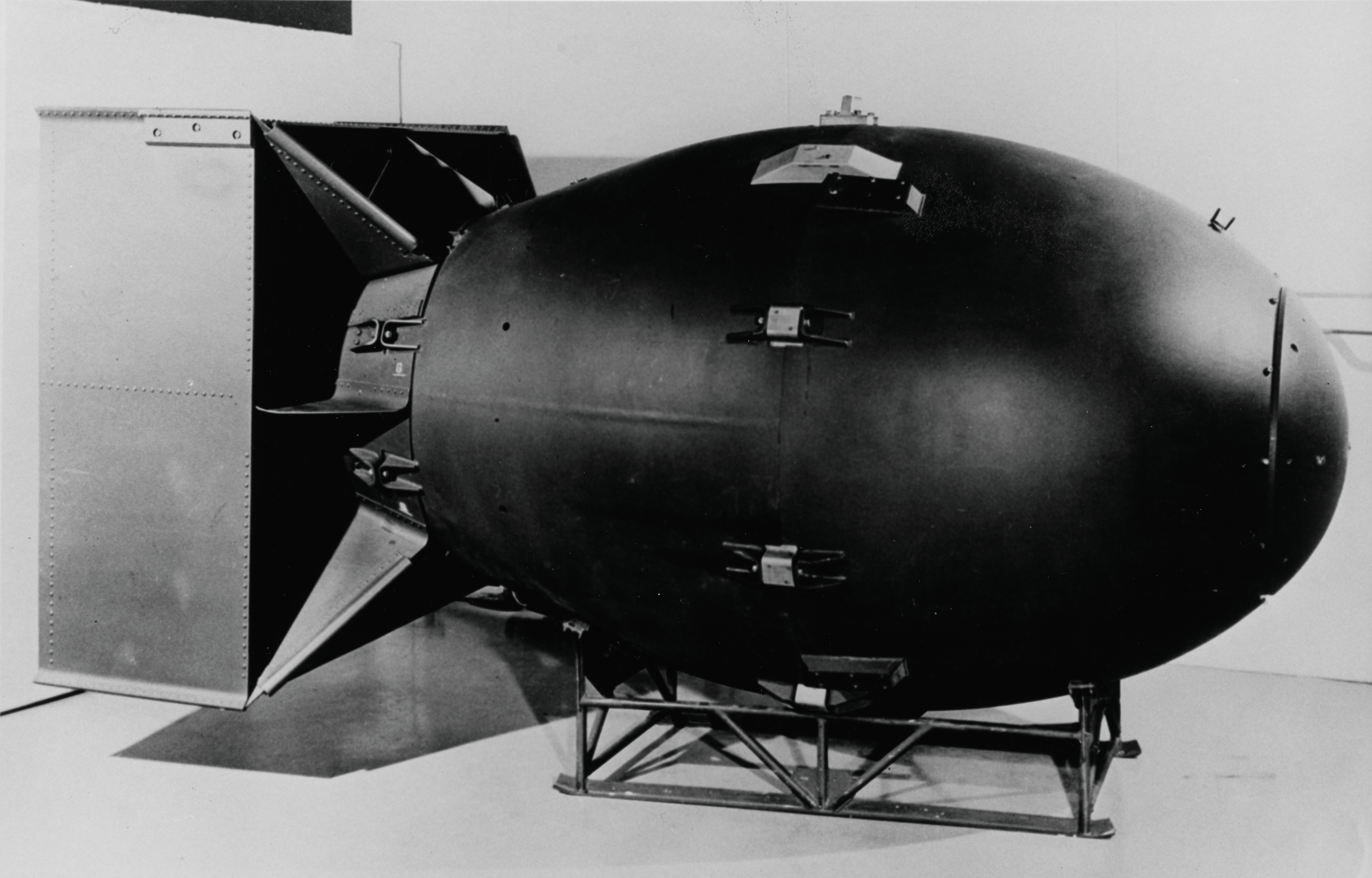

Fat Man (magyarul „Kövér ember”) volt a fedőneve a Manhattan terv keretében fejlesztett Mk.3 típusú atomfegyvernek. A történelem első atomrobbantása, a Trinity-teszt 1945. július 16-án igazolta a plutóniumbomba működőképességét. Eredetileg a bombát Kokura városára akarták ledobni, de azt a kedvezőtlen időjárási viszonyok nem tették lehetővé. A másodlagos célpontnak jött Nagaszaki. 1945. augusztus 9-én délelőtt 11:02-kor az amerikai Bockscar nevű B–29-es bombázó ledobta a bombát Nagaszakira. A bomba a Mitsubishi gyár fölött 550 méterrel robbant. A robbanás ereje körülbelül 21 kilotonna TNT erejének felelt meg. Ez volt a második (eddig az utolsó) háborúban bevetett atomfegyver, 3 nappal a Hirosimára ledobott Little Boy atombomba után. Az Amerikai Egyesült Államok a második világháborút követően, 1946 és 1948 között, még 5 további robbantási kísérletet végzett ezzel a típussal. Az első szovjet atombomba, az RDSZ–1 is a Fat Man másolata volt, aminek a terveit hírszerzési úton sikerült megszerezniük.

## Adatok
| Tömeg                             | 4670 kg                                                                            |
| Hossz                             | 3,66 m                                                                             |
| Átmérő                            | 1,52 m                                                                             |
| Hasadóanyag                       | 6,2 kg delta fázisú plutóniumötvözet (túlnyomórészt Pu239 és nagyon kevés gallium) |
| Neutrontükör                      | Dúsított urán (túlnyomórészt U238)                                                 |
| Neutronforrás                     | Polónium-berillium                                                                 |
| Kémiai robbanószer                | Composition-B (60% hexogén, 39% TNT) Baratol (TNT és bárium-nitrát)                |
| Gyújtás                           | Légnyomásváltozás Távirányítás (radar)                                             |
| Robbantáskor felszabaduló energia | 22 ± 2 kt / 92 ± 8 Terajoule                                                       |
| Robbantási magasság               | 500 ± 10 m                                                                         |

## Fordítás
- Ez a szócikk részben vagy egészben  a   Fat Man című német Wikipédia-szócikk ezen változatának fordításán alapul.  Az eredeti cikk szerkesztőit annak laptörténete sorolja fel. Ez a jelzés csupán a megfogalmazás eredetét és a szerzői jogokat jelzi, nem szolgál a cikkben szereplő információk forrásmegjelöléseként.